# ويل شيرمان
ويل شيرمان (بالإنجليزية: Lowell Sherman)‏ هو مخرج وممثل أمريكي، ولد في 11 أكتوبر 1885 بسان فرانسيسكو في الولايات المتحدة، وتوفي في 28 ديسمبر 1934 بهوليوود في الولايات المتحدة بسبب ذات الرئة.

## أعمال

### أفلام
- (1933) أساءت التصرف معه
- (1933) مجد الصباح

## وصلات خارجية
- ويل شيرمان على موقع IMDb (الإنجليزية)
- ويل شيرمان على موقع الموسوعة البريطانية (الإنجليزية)
- ويل شيرمان على موقع ألو سيني (الفرنسية)
- ويل شيرمان على موقع أول موفي (الإنجليزية)
- ويل شيرمان على موقع قاعدة بيانات برودواي على الإنترنت (الإنجليزية)
- ويل شيرمان على موقع قاعدة بيانات الأفلام السويدية (السويدية)
- ويل شيرمان على موقع قاعدة بيانات الفيلم (الإنجليزية)
- ويل شيرمان على موقع كينوبويسك (الروسية)